# Рассказы (фильм)
«Рассказы» — художественный фильм режиссёра Михаила Сегала, состоящий из четырёх разножанровых новелл из жизни современного российского общества, ставящих социальные, этические и культурные проблемы нашего времени: «Мир крепежа», «Круговое движение», «Энергетический кризис» и «Возгорится пламя». Новелла «Мир крепежа» в 2011 году получила главный приз в конкурсе «Кинотавр. Короткий метр».

## Сюжет
Рукопись молодого писателя попадает в литературное издательство и начинает загадочным образом влиять на членов редакции и всех тех, кто откроет её и прочитает хотя бы страницу. Истории, описанные в книге, начинают происходить в реальности с героями фильма. Фильм состоит из четырёх новелл — тех самых рассказов, которые были в рукописи — снятых в жанрах абсурдистской комедии, социальной сатиры, триллера и мелодрамы.

### Мир крепежа
В ресторане проходит встреча будущих новобрачных с организатором свадьбы. Молодые желают распланировать свою свадьбу максимально подробно. Вариант «как у всех» им не подходит.
Планирование свадебной церемонии перерастает в планирование всей последующей жизни, включая потенциальных любовников и
жизненный финал.

### Круговое движение
Замредактора платит автомастеру за «липовый» техосмотр. Автомастер платит за внеочередное получение загранпаспорта сотруднику ОВИРа. Сотрудник ОВИРа за взятку ректору устраивает свою дочь в университет. Ректор, «отблагодарив» главврача, кладёт на операцию свою мать. Главврач «решает вопросы» сына-призывника в военкомате, а военком даёт взятку застройщику за квартиру в строящемся доме. Застройщик «решает» свои вопросы с губернатором, а тот в своё время попадает к Президенту, который, намекая на возможное отстранение от должности, получает от губернатора заверения обеспечить «административный ресурс» в регионе. В финале речь Президента о важности усиления борьбы с коррупцией звучит из телевизора в автомастерской, где заместитель главного редактора издательства «благодарит» автомастера за подделанный техосмотр.

### Энергетический кризис
Сотрудники полиции прибегают к помощи Анны Петровны, библиотекаря городской библиотеки им. Пушкина. У них в разработке — дело о без вести пропавшей девочке. Анна Петровна осуществляет поиск своеобразным способом: декламирует стихи, которые выводят полицию на верный след.
Поиски продолжаются и во время начавшейся грозы. Заблудившаяся девочка, в попытке согреться, сжигает томик Пушкина в лесу. Анна Петровна теряет свои способности, силы и истлевает вместе с книгой поэта.

### Возгорится пламя
Главный редактор издательства влюбляется в молодую симпатичную девушку. На первый взгляд, у них очень много общего. Им хорошо вместе, у них страстный секс. При этом Макс обнаруживает огромный провал в образовании девушки. Началось всё с её незнания игры гандбол, а далее шаг за шагом открываются пробелы девушки в зоологии, истории и прочем. Макс становится в этом отношении всё более требовательным. Он начинает дальше выяснять уровень её познаний в различных отраслях. С каждым новым пробелом в знаниях девушки ему становится всё более скучно, и в один прекрасный момент он её бросает ради своей сверстницы, которая привезла из алтайского отпуска фотографии с ледорубом, с которым можно «идти хоть на Троцкого».

## В ролях
- Владислав Лешкевич — писатель

«Мир крепежа»
- Андрей Мерзликин — организатор
- Дарья Носик — Оля (невеста)
- Андрей Петров — Митя (жених)
- Ольга Порублева — официантка
- Алексей Смирнов — баянист
- Полина Касьянова — певица
- Ксения Чеснокова — Лена
- Екатерина Ястребова — Лена
- Денис Коржов — мужчина 1
- Александр Глушко — мужчина 2
- Дмитрий Агневский — мужчина 3
- Александр Таттари — мужчина, хороший в сексе

«Круговое движение»
- Игорь Угольников — Президент России
- Сергей Фетисов — губернатор
- Василий Мичков — зам. редактора
- Николай Прилуцкий — автомастер
- Максим Громов — авантюрист в ОВИРе
- Геннадий Чуриков — мужчина в ОВИРе
- Анатолий Голуб — офицер в ОВИРе
- Диана Рыжкова — дочь офицера
- Виктор Манаев — ректор
- Павел Ремнёв — главврач
- Вячеслав Шакалидо — начальник военкомата
- Артур Федорович — застройщик

«Энергетический кризис»
- Тамара Миронова — Анна Петровна
- Виктор Молчан — майор
- Роман Дервоед — лейтенант
- Анатолий Длусский — мэр
- Сергей Ефремов — помощник мэра
- Каролина Пахомова — девочка

«Возгорится пламя»
- Константин Юшкевич — Макс
- Любовь Аксёнова (снималась под девичьей фамилией Новикова) — девушка
- Елена Нестерова — Ира (коллега Макса)
- Глеб Орлов — Ленин

## Творческая группа
- Автор сценария — Михаил Сегал
- Режиссёр — Михаил Сегал
- Композитор — Анджей Петрас
- Оператор — Эдуард Мошкович
- Художник-постановщик — Виталий Труханенко
- Продюсеры:
  - Анастасия Кавуновская
  - Андрей Кретов

## Награды и номинации
- 2012 — XXIII Открытый Российский Кинофестиваль «Кинотавр», приз им. Г. Горина «За лучший сценарий» и Диплом Гильдии Киноведов и Кинокритиков РФ
- 2012 — Монреальский кинофестиваль, внеконкурсный показ в программе Focus On World Cinema
- 2012 — Х Московский фестиваль отечественного кино «Московская премьера» — приз журнала «Кинопроцесс»
- 2012 — Открытый Российский Кинофестиваль «Амурская осень» — специальный приз жюри
- 2012 — Международный кинофестиваль «Меридианы Тихого» — приз зрительских симпатий
- 2012 — XX Всероссийский кинофестиваль «Виват кино России!» — Гран-при
- 2012 — Лондонский кинофестиваль, участие в программе фестиваля
- 2012 — Номинация на национальную премию кинокритики и кинопрессы «Белый слон» за лучший фильм и премия кинокритики и кинопрессы «Белый слон» за лучшую музыку — Анджею Петрасу[1]
- 2012 — Фестиваль Русского Кино в Испании (Марбелья) — премия за Лучший фильм и Приз зрительских симпатий
- 2013 — Номинация на национальную кинематографическую премию «Ника» — «Лучшая сценарная работа»[2]
- 2013 — Премия в области сатиры и юмора «Золотой Джокер» — победитель в номинации «Кино»[3]
- 2013 — Приз за лучшую режиссуру, Jameson Dublin Film Festival
- 2013 — Главный приз кинофестиваля и приз Лучшая актёрская работа (Сергею Фетисову) на кинофестивале «Провинциальная Россия» в Ейске[4]

## Технические данные
• Производство: RUmedia 

• Художественный фильм, полнометражный, цветной

## Премьера
- Премьера в России — ноябрь 2012 года[5].

## Отзывы
Василий Степанов: Это абсолютно авторский фильм, который сделан автором, который работает по законам, предложенным автором. Это не продюсерское кино, как мне кажется. И то, что он при этом попадает в аудиторию, — это очень важно. По реакции зала понятно, что этот фильм попадает в неё и говорит с ней сегодня, с неким большинством.
Борис Нелепо, кинокритик: Дело в том, что я вообще не увидел здесь признаков кино, я буду в дальнейшем называть «Рассказы» аудиовизуальным произведением. И, по-моему, это очень симптоматичное аудиовизуальное произведение эпохи Веб 2.0. Поэтому, на мой взгляд, у него нет автора. И, собственно, из-за того, что нет фильма и нет автора, мне кажется, что и обсуждать нечего.
Журнал «Профиль»: «Рассказы» — это наши неожиданные будни, снятые в духе «Нашей Russia»: про мимолетную любовь и жестокую карьеру, неистребимую коррупцию, экстрасенсов и политику, про цинизм и про то, что деньги не пахнут, ну и вообще про наше такое удивительное государство.